# 1976 NBA Draft
1976 NBA Draft – National Basketball Association Draft, który odbył się 8 czerwca 1976 r. w Nowym Jorku.

## Legenda
Pogrubiona czcionka – wybór do All-NBA Team.
|  | - występ w NBA All-Star Game. |

Gwiazdka (*) - członkowie Basketball Hall of Fame.

## Runda pierwsza
| Nr | Zawodnik                 | Narodowość        | Drużyna NBA            | College/Drużyna                             |
| -- | ------------------------ | ----------------- | ---------------------- | ------------------------------------------- |
| 1  | John Lucas (PG)          | Stany Zjednoczone | Houston Rockets        | University of Maryland                      |
| 2  | Scott May (PF)           | Stany Zjednoczone | Chicago Bulls          | Indiana University                          |
| 3  | Richard Washington (F-C) | Stany Zjednoczone | Kansas City Kings      | UCLA                                        |
| 4  | Leon Douglas (C)         | Stany Zjednoczone | Detroit Pistons        | University of Alabama                       |
| 5  | Wally Walker (F)         | Stany Zjednoczone | Portland Trail Blazers | University of Virginia                      |
| 6  | Adrian Dantley* (F)      | Stany Zjednoczone | Buffalo Braves         | University of Notre Dame                    |
| 7  | Quinn Buckner (G)        | Stany Zjednoczone | Milwaukee Bucks        | Indiana University                          |
| 8  | Robert Parish* (C)       | Stany Zjednoczone | Golden State Warriors  | Centenary College of Louisiana              |
| 9  | Armond Hill (G)          | Stany Zjednoczone | Atlanta Hawks          | Princeton University                        |
| 10 | Ron Lee (G)              | Stany Zjednoczone | Phoenix Suns           | University of Oregon                        |
| 11 | Bob Wilkerson (G)        | Stany Zjednoczone | Seattle SuperSonics    | Indiana University                          |
| 12 | Terry Furlow (G)         | Stany Zjednoczone | Philadelphia 76ers     | Michigan State University                   |
| 13 | Mitch Kupchak (F)        | Stany Zjednoczone | Washington Bullets     | University of North Carolina at Chapel Hill |
| 14 | Larry Wright (G)         | Stany Zjednoczone | Washington Bullets     | Grambling State University                  |
| 15 | Chuckie Williams (G)     | Stany Zjednoczone | Cleveland Cavaliers    | Kansas State University                     |
| 16 | Norm Cook (F)            | Stany Zjednoczone | Boston Celtics         | University of Kansas                        |
| 17 | Sonny Parker (F)         | Stany Zjednoczone | Golden State Warriors  | Texas A&M University                        |

Gracze spoza pierwszej rundy tego draftu, którzy wyróżnili się w czasie gry w NBA to: Alex English, Lonnie Shelton, Dennis Johnson, Mike Dunleavy.